# Репехтино
Репехтино — опустевшая деревня в Чухломском муниципальном районе Костромской области. Входит в состав Петровского сельского поселения

## География
Находится в северной части Костромской области на расстоянии приблизительно 12 км на юго-восток по прямой от города Чухлома, административного центра района на правом берегу реки Вига.

## История
В 1907 году году здесь было учтено 3 двора.

## Население
Постоянное население составляло 15 человек (1897 год), 10 (1907), 0 как в 2002 году, так и в 2022.